# Rita Kőbán

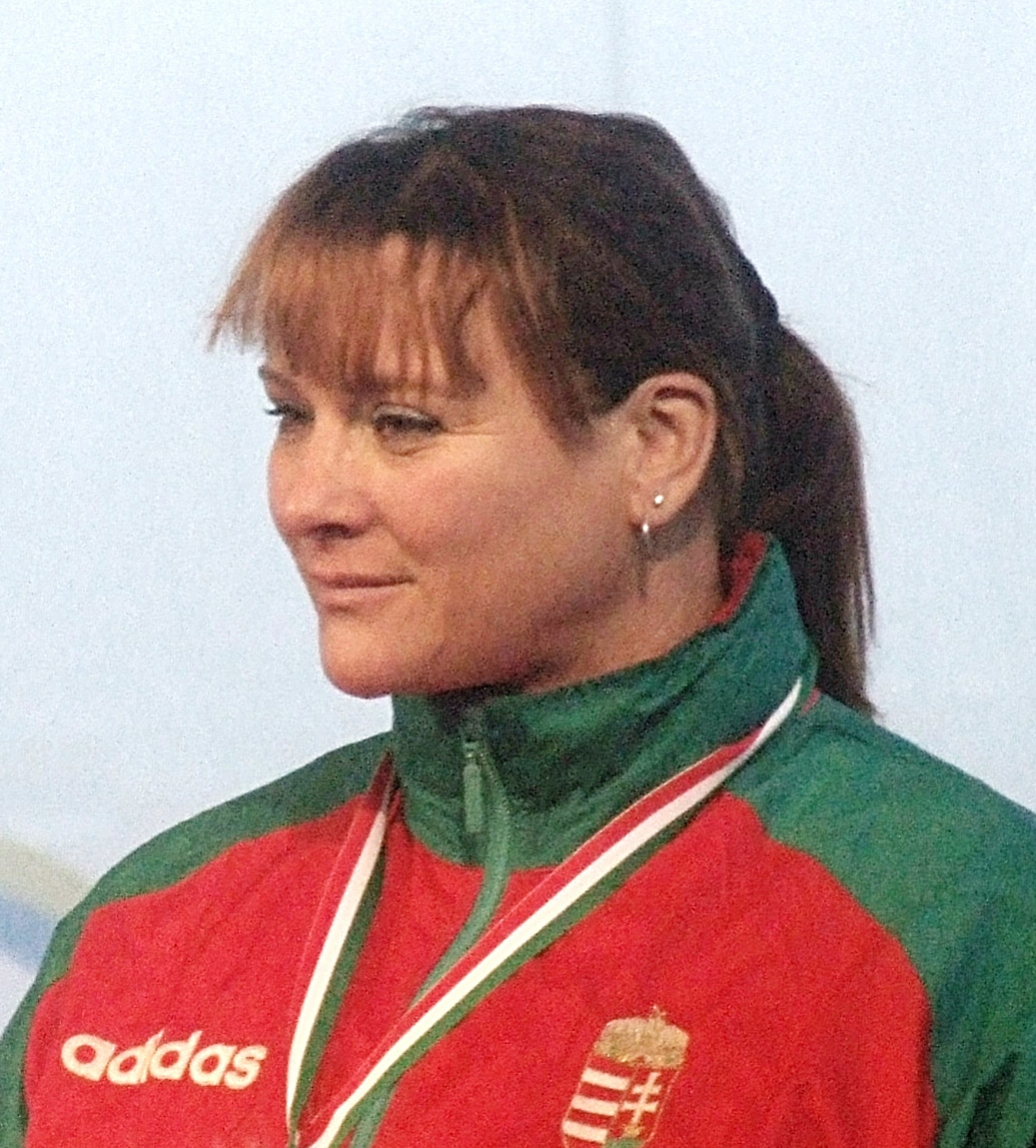
Rita Kőbán (2012)

Rita Kőbán (* 10. April 1965 in Budapest) ist eine ehemalige ungarische Kanutin. Sie gewann 6 olympische Medaillen, 26 Weltmeisterschaftsmedaillen und 4 Europameisterschaftsmedaillen.

## Karriere

### Bis 1988
Rita Kőbán war schon im Jugendbereich erfolgreich. Ihre ersten internationalen Medaillen in der Erwachsenenklasse gewann sie bei den Weltmeisterschaften 1985. Zusammen mit Éva Rakusz erkämpfte sie die Silbermedaille im Zweier-Kajak hinter Birgit Schmidt und Carsta Kühn aus der DDR. Im Vierer-Kajak siegte der DDR-Vierer vor dem sowjetischen Boot, dahinter erhielten Katalin Gyulai, Erika Géczi, Éva Rakusz und Rita Kőbán die Bronzemedaille.
Bei den Weltmeisterschaften 1986 war Birgit Schmidt wegen Babypause nicht am Start, die Mannschaft der DDR gewann in den drei Frauen-Bootsklassen nur eine Silbermedaille. Im Vierer-Kajak siegte das ungarische Boot mit Erika Géczi, Erika Mészáros, Éva Rakusz und Rita Kőbán vor dem Boot aus der Sowjetunion. Im Jahr darauf war Birgit Schmidt bei den Weltmeisterschaften 1987 wieder dabei und gewann drei Goldmedaillen. Der ungarische Vierer mit Erika Géczi, Rita Kőbán, Katalin Povázsán und Éva Rakusz erhielt die Silbermedaille vor dem sowjetischen Vierer.
Bei den Olympischen Spielen 1988 in Seoul startete Rita Kőbán in zwei Bootsklassen. Im Einer-Kajak belegte sie den vierten Platz hinter der Bulgarin Wanja Geschewa, Birgit Schmidt und der Polin Izabela Dylewska. Während Geschewa und Schmidt über zwei Sekunden Vorsprung hatten, lag Dylewska nur zwei Zehntelsekunden vor Kőbán. Im Vierer-Kajak gewann die Crew um Birgit Schmidt mit einer Sekunde Vorsprung auf Erika Géczi, Erika Mészáros, Éva Rakusz und Rita Kőbán, Bronze ging an die Bulgarinnen.

### 1989 bis 1992
1989 war das Frauen-Programm bei den Weltmeisterschaften in Plowdiw um zwei Wettbewerbe über je 5000 Meter ergänzt worden. Rita Kőbán gewann ihre einzige Medaille im Vierer-Kajak auf der traditionellen 500-Meter-Strecke. Zusammen mit Katalin Gyulai, Henriette Huber und Erika Mészáros erhielt sie die Silbermedaille hinter dem Boot aus der DDR.
Bei den Weltmeisterschaften 1990 in Posen war letztmals die Mannschaft der DDR am Start, gewann aber nur drei von fünf möglichen Goldmedaillen in den Frauenwettbewerben. Im Vierer-Kajak gewann das Boot aus der DDR vor den Ungarinnen mit Éva Dónusz, Henriette Huber, Rita Kőbán und Erika Mészáros. Im Jahr darauf siegte die deutsche Mannschaft bei den Weltmeisterschaften in Paris in vier von fünf Frauenwettbewerben. Im Einer-Kajak über 500 Meter gewann die Deutsche Katrin Borchert vor Rita Kőbán und der für Italien startenden Josefa Idem. Im Vierer-Kajak siegte die deutsche Crew vor den Ungarinnen Éva Dónusz, Rita Kőbán, Katalin Gyulai und Erika Mészáros.
Bei der olympischen Regatta in Barcelona standen nur die drei Wettbewerbe über 500 Meter auf dem Programm. Im Einer-Kajak war nach längerer Unterbrechung Birgit Schmidt wieder dabei und siegte mit 0,36 Sekunden vor Rita Kőbán und Izabela Dylewska. Im Zweier-Kajak siegten die Deutschen Ramona Portwich und Anke von Seck knapp vor den Schwedinnen Agneta Andersson und Susanne Gunnarsson, vier Zehntelsekunden hinter den Schwedinnen erreichten Éva Dónusz und Rita Kőbán als Dritte das Ziel. Ihren Medaillensatz komplettierte Rita Kőbán im Vierer. Éva Dónusz, Kinga Czigány, Erika Mészáros und Rita Kőbán siegten mit 0,15 Sekunden Vorsprung auf die deutsche Crew.

### 1993 bis 1996
Auch bei den Weltmeisterschaften 1993 standen drei Wettbewerbe über 500 Meter und zwei Wettbewerbe über 5000 Meter auf dem Programm. Im Vierer-Kajak über 500 Meter siegte das deutsche Boot vor den Schwedinnen und den vier ungarischen Olympiasiegerinnen aus dem Vorjahr. Im Einer über 5000 Meter gewann Rita Kőbán ihre einzige internationale Medaille über diese Distanz, als sie als Zweite hinter Susanne Gunnarsson das Ziel erreichte.
Die beiden 5000-Meter-Wettbewerbe waren bei den Weltmeisterschaften 1994 in Mexiko-Stadt nicht mehr im Programm, stattdessen waren drei Wettbewerbe über 200 Meter aufgenommen worden. Rita Kőbán gewann alle 200-Meter-Wettbewerbe, im Zweier-Kajak zusammen mit Éva Laky, im Vierer mit Éva Laky, Éva Dónusz und Szilvia Mednyánszky. Außerdem erhielt Kőbán die Silbermedaille im Einer über 500 Meter hinter Birgit Fischer, die nach Scheidung wieder ihren Mädchennamen angenommen hatte. Im Vierer-Kajak über 500 Meter siegte die deutsche Crew vor den Ungarinnen mit Éva Dónusz, Kinga Czigány, Rita Kőbán und Szilvia Mednyánszky. Die ungarische Sportpresse zeichnete Rita Kőbán 1994 als Sportlerin des Jahres aus, womit sie die Schwimmerin Krisztina Egerszegi ablöste, die diese Ehrung zuvor sechsmal in Folge erhalten hatte.
Bei den Weltmeisterschaften 1995 in Duisburg verteilten sich die Goldmedaillen in den Frauenwettbewerben auf Deutschland, Kanada und Ungarn, die jeweils zwei Siegerboote stellten. Rita Kőbán siegte in beiden Einer-Wettbewerben vor der Kanadierin Caroline Brunet. Im Vierer-Wettbewerb über 500 Meter siegten die Deutschen vor den Chinesinnen, dahinter erhielten Éva Dónusz, Kinga Czigány, Rita Kőbán und Szilvia Mednyánszky die Bronzemedaille. Nach der Saison wurde Rita Kőbán erneut als ungarische Sportlerin des Jahres geehrt.
Auch bei den Olympischen Spielen 1996 standen nur die drei Wettbewerbe über 500 Meter auf dem Programm. Rita Kőbán siegte im Einer vor Caroline Brunet und Josfa Idem. Im Zweier-Kajak erreichte sie mit Szilvia Mednyánszky den vierten Platz, der Vierer-Kajak belegte ohne Kőbán den neunten Platz.

### Ab 1998
Nach einem Jahr Pause war Rita Kőbán bei den Weltmeisterschaften 1998 vor heimischem Publikum in Szeged wieder dabei. Zusammen mit Kinga Dékány gewann sie im Zweier über 200 Meter die Silbermedaille und über 500 Meter die Bronzemedaille. Der Viererkajak mit Kőbán, Dékány, Erzsébet Viski und Katalin Kovács siegte über 200 Meter. Bei den Weltmeisterschaften 1999 in Mailand gewann Rita Kőbán zwei Bronzemedaillen im Einer über 200 Meter und über 500 Meter. Der ungarische Vierer mit Kőbán, Szilvia Szabó, Erzsébet Viski und Katalin Kovacs gewann die Titel über 200 und über 500 Meter.
2000 nahm Rita Kőbán an den Europameisterschaften teil. Sie gewann die Einer-Wettbewerbe über 200 und über 500 Meter. Kovacs, Szabó, Viski und Kőbán siegten im Vierer über 200 Meter und belegten den zweiten Platz über 500 Meter hinter dem deutschen Vierer. Bei den Olympischen Spielen 2000 in Sydney belegte Kőbán den sechsten Platz im Einer. Ihre letzte internationale Medaille gewann sie im Vierer; Kovacs, Szabó, Viski und Kőbán erhielten die Silbermedaille hinter der deutschen Mannschaft.